# Finspånga läns domsagas valkrets
Finspånga läns domsagas valkrets, fram till 1882 kallad Risinge, Hällestads och Tjällmo domsagas valkrets, var vid riksdagsvalen till andra kammaren 1866–1908 en egen valkrets med ett mandat. Valkretsen, som motsvarade Finspånga läns härad, avskaffades inför valet 1911 och gick upp i Östergötlands läns norra valkrets.

## Riksdagsmän
- Axel Reutercrona (1867–1869)
- Henrik Vult von Steyern (1870–17/4 1871)
- Anders Petter Olsson (urtima riksmötet 1871–1872)
- Otto Lagerfelt (1873–1877)
- John Örwall (1878–1881)
- Per Gustaf Petersson, lmp (1882–1884)
- John Örwall (1885–första riksmötet 1887)
- Per Gustaf Petersson, lmp 1887, gamla lmp 1888–1894, lmp 1895–1899 (andra riksmötet 1887–1899)
- Olof Larsson, lib s (1900–1902)
- Axel Ekman, lib s (1903–1911)

## Valresultat

### 1896
| Andrakammarvalet i Sverige 1896: Finspånga läns domsagas valkrets | Andrakammarvalet i Sverige 1896: Finspånga läns domsagas valkrets | Andrakammarvalet i Sverige 1896: Finspånga läns domsagas valkrets | Andrakammarvalet i Sverige 1896: Finspånga läns domsagas valkrets | Andrakammarvalet i Sverige 1896: Finspånga läns domsagas valkrets |
| Kandidat                                                          | Kandidat                                                          | Röster                                                            | Röster                                                            | Röster                                                            |
| Kandidat                                                          | Kandidat                                                          | Antal                                                             | %                                                                 | +− %                                                              |
| ----------------------------------------------------------------- | ----------------------------------------------------------------- | ----------------------------------------------------------------- | ----------------------------------------------------------------- | ----------------------------------------------------------------- |
|                                                                   | Per Gustaf Petersson                                              | 396                                                               | 85,9                                                              |                                                                   |
|                                                                   | Olof Larsson                                                      | 16                                                                | 3,5                                                               |                                                                   |
|                                                                   | O. Persson i Falsbjörke                                           | 10                                                                | 2,2                                                               |                                                                   |
|                                                                   | Övriga kandidater                                                 | 39                                                                | 8,4                                                               | —                                                                 |
| Antal giltiga röster                                              | Antal giltiga röster                                              | 461                                                               |                                                                   |                                                                   |
| Kasserade röster                                                  | Kasserade röster                                                  | 12                                                                |                                                                   |                                                                   |
| Totalt                                                            | Totalt                                                            | 473                                                               |                                                                   |                                                                   |

Valdeltagandet var 45,5%.

### 1899
| Andrakammarvalet i Sverige 1899: Finspånga läns domsagas valkrets | Andrakammarvalet i Sverige 1899: Finspånga läns domsagas valkrets | Andrakammarvalet i Sverige 1899: Finspånga läns domsagas valkrets | Andrakammarvalet i Sverige 1899: Finspånga läns domsagas valkrets | Andrakammarvalet i Sverige 1899: Finspånga läns domsagas valkrets |
| Kandidat                                                          | Kandidat                                                          | Röster                                                            | Röster                                                            | Röster                                                            |
| Kandidat                                                          | Kandidat                                                          | Antal                                                             | %                                                                 | +− %                                                              |
| ----------------------------------------------------------------- | ----------------------------------------------------------------- | ----------------------------------------------------------------- | ----------------------------------------------------------------- | ----------------------------------------------------------------- |
|                                                                   | Olof Larsson                                                      | 362                                                               | 62,7                                                              | ▲59,1%                                                            |
|                                                                   | Per Gustaf Petersson                                              | 205                                                               | 35,5                                                              | ▼50,4%                                                            |
|                                                                   | Övriga kandidater                                                 | 10                                                                | 1,7                                                               | —                                                                 |
| Antal giltiga röster                                              | Antal giltiga röster                                              | 577                                                               |                                                                   |                                                                   |
| Kasserade röster                                                  | Kasserade röster                                                  | 2                                                                 |                                                                   |                                                                   |
| Totalt                                                            | Totalt                                                            | 579                                                               |                                                                   |                                                                   |

Valet ägde rum den 21 augusti 1899. Valdeltagandet var 49,6%.

### 1902
| Andrakammarvalet i Sverige 1902: Finspånga läns domsagas valkrets | Andrakammarvalet i Sverige 1902: Finspånga läns domsagas valkrets | Andrakammarvalet i Sverige 1902: Finspånga läns domsagas valkrets | Andrakammarvalet i Sverige 1902: Finspånga läns domsagas valkrets | Andrakammarvalet i Sverige 1902: Finspånga läns domsagas valkrets |
| Kandidat                                                          | Kandidat                                                          | Röster                                                            | Röster                                                            | Röster                                                            |
| Kandidat                                                          | Kandidat                                                          | Antal                                                             | %                                                                 | +− %                                                              |
| ----------------------------------------------------------------- | ----------------------------------------------------------------- | ----------------------------------------------------------------- | ----------------------------------------------------------------- | ----------------------------------------------------------------- |
|                                                                   | Olof Larsson                                                      | 525                                                               | 62,5                                                              |                                                                   |
|                                                                   | Per Gustaf Petersson                                              | 264                                                               | 31,4                                                              |                                                                   |
|                                                                   | B. Kjellgren i Reijmyre                                           | 46                                                                | 5,5                                                               |                                                                   |
|                                                                   | Övriga kandidater                                                 | 5                                                                 | 0,6                                                               | —                                                                 |
| Antal giltiga röster                                              | Antal giltiga röster                                              | 840                                                               |                                                                   |                                                                   |
| Kasserade röster                                                  | Kasserade röster                                                  | 2                                                                 |                                                                   |                                                                   |
| Totalt                                                            | Totalt                                                            | 842                                                               |                                                                   |                                                                   |

| Fyllnadsval i Sverige 1902: Finspånga läns domsagas valkrets | Fyllnadsval i Sverige 1902: Finspånga läns domsagas valkrets | Fyllnadsval i Sverige 1902: Finspånga läns domsagas valkrets | Fyllnadsval i Sverige 1902: Finspånga läns domsagas valkrets | Fyllnadsval i Sverige 1902: Finspånga läns domsagas valkrets |
| Kandidat                                                     | Kandidat                                                     | Röster                                                       | Röster                                                       | Röster                                                       |
| Kandidat                                                     | Kandidat                                                     | Antal                                                        | %                                                            | +− %                                                         |
| ------------------------------------------------------------ | ------------------------------------------------------------ | ------------------------------------------------------------ | ------------------------------------------------------------ | ------------------------------------------------------------ |
|                                                              | Axel Ekman                                                   | 245                                                          | 74,2                                                         |                                                              |
|                                                              | Per Gustaf Petersson                                         | 32                                                           | 9,7                                                          |                                                              |
|                                                              | Karl Andersson                                               | 30                                                           | 9,1                                                          |                                                              |
|                                                              | Övriga kandidater                                            | 23                                                           | 7,0                                                          | —                                                            |
| Antal giltiga röster                                         | Antal giltiga röster                                         | 330                                                          |                                                              |                                                              |
| Kasserade röster                                             | Kasserade röster                                             | 3                                                            |                                                              |                                                              |
| Totalt                                                       | Totalt                                                       | 333                                                          |                                                              |                                                              |

| Andrakammarvalet i Sverige 1902: Finspånga läns domsagas valkrets | Andrakammarvalet i Sverige 1902: Finspånga läns domsagas valkrets | Andrakammarvalet i Sverige 1902: Finspånga läns domsagas valkrets | Andrakammarvalet i Sverige 1902: Finspånga läns domsagas valkrets | Andrakammarvalet i Sverige 1902: Finspånga läns domsagas valkrets |
| Kandidat                                                          | Kandidat                                                          | Röster                                                            | Röster                                                            | Röster                                                            |
| Kandidat                                                          | Kandidat                                                          | Antal                                                             | %                                                                 | +− %                                                              |
| ----------------------------------------------------------------- | ----------------------------------------------------------------- | ----------------------------------------------------------------- | ----------------------------------------------------------------- | ----------------------------------------------------------------- |
|                                                                   | Axel Ekman                                                        | 505                                                               | 65,3                                                              |                                                                   |
|                                                                   | Per Gustaf Petersson                                              | 235                                                               | 30,4                                                              |                                                                   |
|                                                                   | B. Kjellgren i Reijmyre                                           | 9                                                                 | 1,2                                                               |                                                                   |
|                                                                   | O. Pettersson i Igelfors                                          | 6                                                                 | 0,8                                                               |                                                                   |
|                                                                   | Karl Andersson                                                    | 5                                                                 | 0,6                                                               |                                                                   |
|                                                                   | Blanka valsedlar                                                  | 13                                                                | 1,7                                                               | —                                                                 |
| Antal giltiga röster                                              | Antal giltiga röster                                              | 773                                                               |                                                                   |                                                                   |
| Kasserade röster                                                  | Kasserade röster                                                  | 2                                                                 |                                                                   |                                                                   |
| Totalt                                                            | Totalt                                                            | 775                                                               |                                                                   |                                                                   |

Valet ägde rum den 7 september 1902, och valdeltagandet var 60,9%. Då den valda ledamoten dock avled hölls ett nyval den 30 november med ett valdeltagande på 56,4%. Samtidigt ägde också ett fyllnadsval, i vilket 24,3% av de valberättigade deltog, rum för resten av mandatperioden som slutade i och med öppnandet av riksdagen 1903 den 15 januari. I Båda dessa senare val vann Axel Ekman.

### 1905
| Andrakammarvalet i Sverige 1905: Finspånga läns domsagas valkrets | Andrakammarvalet i Sverige 1905: Finspånga läns domsagas valkrets | Andrakammarvalet i Sverige 1905: Finspånga läns domsagas valkrets | Andrakammarvalet i Sverige 1905: Finspånga läns domsagas valkrets | Andrakammarvalet i Sverige 1905: Finspånga läns domsagas valkrets |
| Kandidat                                                          | Kandidat                                                          | Röster                                                            | Röster                                                            | Röster                                                            |
| Kandidat                                                          | Kandidat                                                          | Antal                                                             | %                                                                 | +− %                                                              |
| ----------------------------------------------------------------- | ----------------------------------------------------------------- | ----------------------------------------------------------------- | ----------------------------------------------------------------- | ----------------------------------------------------------------- |
|                                                                   | Axel Ekman                                                        | 649                                                               | 59,0                                                              | ▼6,3%                                                             |
|                                                                   | Karl Andersson                                                    | 449                                                               | 40,9                                                              | ▲40,3%                                                            |
|                                                                   | Övriga kandidater                                                 | 1                                                                 | 0,1                                                               | —                                                                 |
| Antal giltiga röster                                              | Antal giltiga röster                                              | 1 099                                                             |                                                                   |                                                                   |
| Kasserade röster                                                  | Kasserade röster                                                  | 3                                                                 |                                                                   |                                                                   |
| Totalt                                                            | Totalt                                                            | 1 102                                                             |                                                                   |                                                                   |

Valet ägde rum den 10 september 1905. Valdeltagandet var 73,8%.

### 1908
| Andrakammarvalet i Sverige 1908: Finspånga läns domsagas valkrets | Andrakammarvalet i Sverige 1908: Finspånga läns domsagas valkrets | Andrakammarvalet i Sverige 1908: Finspånga läns domsagas valkrets | Andrakammarvalet i Sverige 1908: Finspånga läns domsagas valkrets | Andrakammarvalet i Sverige 1908: Finspånga läns domsagas valkrets |
| Kandidat                                                          | Kandidat                                                          | Röster                                                            | Röster                                                            | Röster                                                            |
| Kandidat                                                          | Kandidat                                                          | Antal                                                             | %                                                                 | +− %                                                              |
| ----------------------------------------------------------------- | ----------------------------------------------------------------- | ----------------------------------------------------------------- | ----------------------------------------------------------------- | ----------------------------------------------------------------- |
|                                                                   | Axel Ekman                                                        | 820                                                               | 57,5                                                              | ▼1,5%                                                             |
|                                                                   | Adolf Burén från Grytgöl (höger)                                  | 604                                                               | 42,4                                                              |                                                                   |
|                                                                   | Övriga kandidater                                                 | 1                                                                 | 0,1                                                               | —                                                                 |
| Antal giltiga röster                                              | Antal giltiga röster                                              | 1 425                                                             |                                                                   |                                                                   |
| Kasserade röster                                                  | Kasserade röster                                                  | 2                                                                 |                                                                   |                                                                   |
| Totalt                                                            | Totalt                                                            | 1 427                                                             |                                                                   |                                                                   |

Valet ägde rum den 6 september 1908. Valdeltagandet var 81,7%.